# Padar
Padar est une île d'Indonésie. Elle est située à l'est de Komodo et à l'ouest de Rinca dans la chaîne des petites îles de la Sonde.
Elle abritait une petite population de dragons de Komodo qui semble avoir disparu à la suite d'un incendie et fait partie du parc national de Komodo. En 1991, en tant que partie du parc national, Padar a été classée au patrimoine mondial de l'UNESCO.

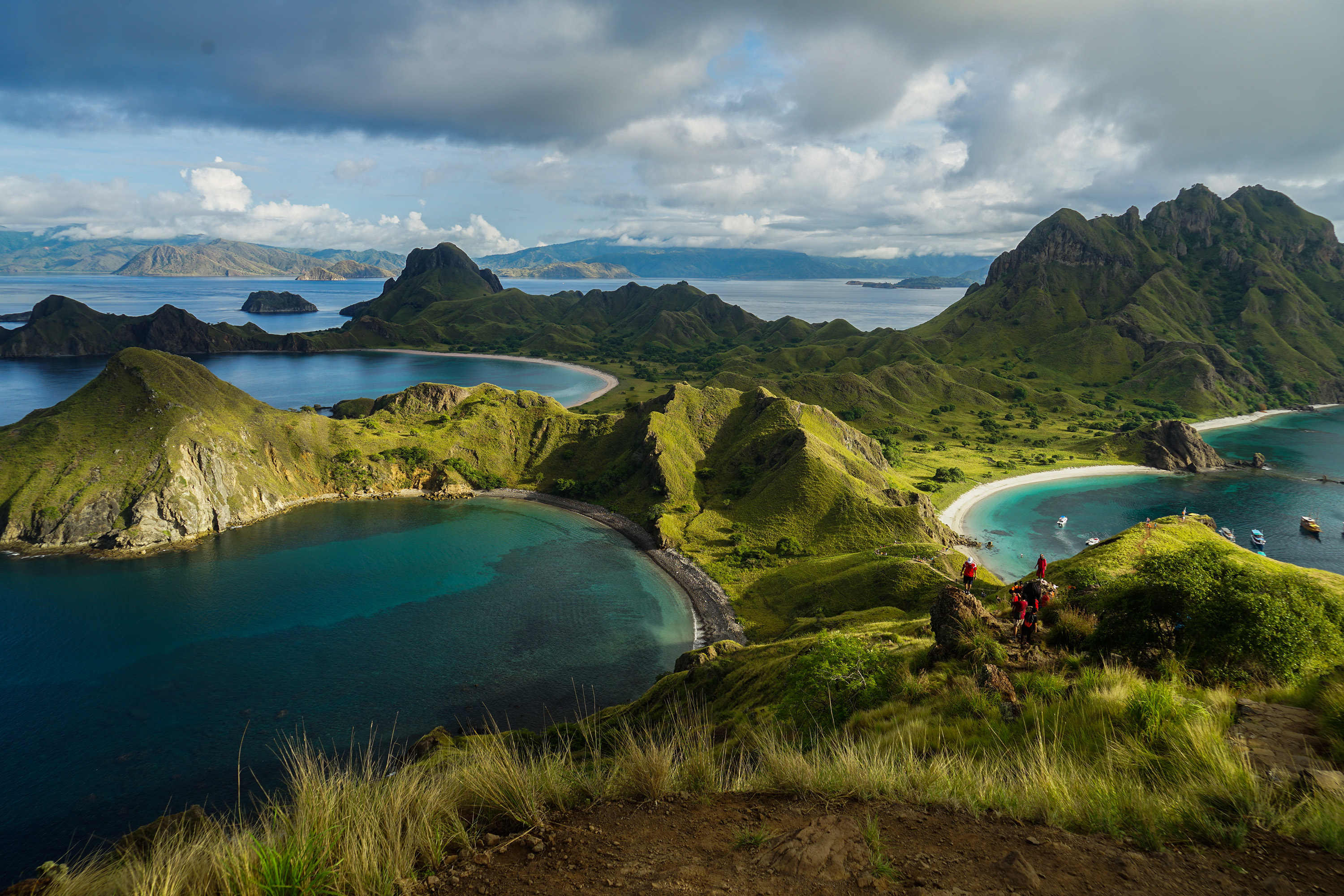
Ile de Padar

L'île a un relief escarpé, composé de colines et de montagnes volcaniques dominant des baies profondes. Le climat y est sec, la végétation y est essentiellement composée de savanne.
Les plages sauvages de l'île de Padar ont chacune leur couleur, avec du sable blanc, gris ou rose. Plusieurs sites de plongée sous-marine entourent cette île.